# Makrai Tibor István
Makrai Tibor István "Ales" (1957. június 29. – 2013. augusztus) honvéd alezredes, főiskolai tanszékvezető tanár, katonai szakíró, túlélési szakértő, a magyar túlélő-bushcraft mozgalom legfőbb alakja, számos túlélésről, késekről, hadtörténelemről szóló publikáció szerzője.

## Élete
Katonai szolgálatát 1977-ben kezdte meg. 1981-ben tett tiszti fogadalmat. A Bolyai János Katonai Műszaki Főiskola tanára, majd tanszékvezetője volt. 1996-ban jelent meg Túlélősuli című cikksorozata a Top Gun magazinban, amely az egyik első komoly publikáció volt magyar szerzőtől a túlélés témakörében. Később számos cikke jelent még meg a túléléshez, késekhez kapcsolódóan. Az 1990-es években rendszeresen tartott túlélőképzéseket egyetemistáknak, a 2000-es években pedig céges csapatépítő tréningeket szervezett. A túlélésről szóló kötetét váratlan halála miatt már nem tudta teljesen befejezni, a kiegészített kézirat Bushcraft címmel 2015-ben jelent meg könyv formájában.

## Publikációi
- Túlélősuli - Top Gun magazin, 1996
- Túlélõ helyzet megoldásának pszichológiai sajátosságai (Bolyai Szemle 2001/1. sz. 99-111. p.)
- Bushcraft - Túlélés, természeti életmód - 2015, Szalay Könyvek
- További cikkek a Top Gun, Aranysas és Kaliber magazinokban